# Lebidodon
Lebidodon ist ein osttimoresischer Ort im Suco Seloi Craic (Verwaltungsamt Aileu, Gemeinde Aileu).

## Geographie
Der Weiler Lebidodon liegt an der Nordgrenze der Aldeia Tabulasi auf einer Meereshöhe von 1084 m. Durch den Ort führt die Überlandstraße von Gleno, der Hauptstadt der benachbarten Gemeinde Ermera, nach Turiscai. Einen Kilometer östlich befindet sich der Weiler Lumluli, einen Kilometer nordöstlich das Dorf Beraulo (Suco Railaco Craic). Über eine Piste, die etwas östlich von Lebidodon von der Überlandstraße abzweigt, gelangt man zu dem etwa einen Kilometer südlich gelegenem Dorf Mautobalau. Die nächstgelegene Grundschule liegt nochmal einen halben Kilometer weiter südlich im Dorf Tabulasi.